# 李鐄
李鐄（？年—？年），直隸高郵縣（今江蘇省高郵市）人。明朝政治人物。

## 生平
弘治二年（1489年）己酉科應天鄉試第八名舉人。弘治十二年（1499年）官福建邵武府建寧縣知縣。